# Jasna Kolar-Merdanová
Jasna Kolar-Merdanová (* 19. října 1956 Mostar) je bývalá jugoslávsko-rakouská házenkářka narozená na území Bosny a Hercegoviny. Reprezentovala nejprve Jugoslávii, s níž získala zlatou olympijskou medaili na hrách v Los Angeles roku 1984 (byla nejlepší střelkyní turnaje) a stříbrnou v Moskvě roku 1980. V roce 1984 odešla hrát do Rakouska za celek Hypo Niederösterreich. Rozhodla se v Rakousku zůstat natrvalo a roku 1985 získala občanství, takže začala hrát za rakouskou ženskou reprezentaci. V ní se stala legendou, když za ni ve 163 zápasech nastřílela 1206 branek, což je rakouský rekord. S Hypo Niederösterreich prožila nejslavnější éru tohoto klubu a podílela se na zisku všech jeho osmi titulů v Poháru mistrů (posléze Lize mistrů), nejprestižnější evropské klubové soutěži (1989, 1990, 1992, 1993, 1994, 1995, 1998, 2000). V roce 1990 byla Mezinárodní házenkářskou federací zvolena nejlepší světovou házenkářkou roku. V roce si s manželem otevřeli kavárnu ve městečku Maria Enzersdorf. Po skončení hráčské kariéry se věnuje též trénování.